# Mike Smithson
Michael Scott Smithson (Woodstock, ...) è un truccatore statunitense.
È conosciuto per il suo lavoro in Avatar (2009), Ghostbusters II e Austin Powers - La spia che ci provava (1999).

## Biografia
Uno dei suoi primi lavori fu all'attrazione 3D Captain EO a Disneyland.
Ha ricevuto una nomination agli Oscar nel corso della 72ª edizione degli Academy Awards per il film Austin Powers - La spia che ci provava nella categoria miglior trucco. Ha condiviso la nomination con Michèle Burke.
Ha vinto un Emmy Award per la serie tv Una mamma per amica. In precedenza è stato candidato per Star Trek: The Next Generation e Star Trek: Deep Space Nine.

## Filmografia
- La mosca (The Fly), regia di David Cronenberg (1986)
- Star Trek: The Next Generation – serie TV (1987)
- Ghostbusters II - Acchiappafantasmi II (Ghostbusters II), regia di Ivan Reitman (1989)
- Austin Powers - La spia che ci provava (Austin Powers: The Spy Who Shagged Me), regia di Jay Roach (1999)
- Il Grinch (Dr. Seuss' How the Grinch Stole Christmas), regia di Ron Howard (2000)
- Planet of the Apes - Il pianeta delle scimmie (Planet of the Apes), regia di Tim Burton (2001)
- Tenacious D e il destino del rock (Tenacious D in The Pick of Destiny), regia di Liam Lynch (2006)
- Star Trek, regia di J. J. Abrams (2009)
- Terminator Salvation, regia di McG (2009)
- Avatar, regia di James Cameron (2009)
- Thor, regia di Kenneth Branagh (2011)
- Pirati dei Caraibi - Oltre i confini del mare (Pirates of the Caribbean: On Stranger Tides), regia di Rob Marshall (2011)
- Men in Black 3, regia di Barry Sonnenfeld (2012)
- Thor: The Dark World, regia di Alan Taylor (2013)
- Under the Silver Lake, regia di David Robert Mitchell (2018)